# Piumhi
Piumhi este un oraș în Minas Gerais (MG), Brazilia.